# Paul Hermann
Paul Hermann (30 de juny de 1646, Halle – 29 de gener de 1695, Leiden) va ser un metge i botànic alemany que va ser el director durant 15 anys de l'Hortus Botanicus Leiden.
Paul Hermann era fill de l'organista Johann Hermann, i de Maria Magdalena Röber, filla d'un clergue. Es va graduar en medicina a Pàdua, contractat per la Companyia Holandesa de les ïndies Orientals anà a Ceilan (actualment Sri Lanka) com a metge de vaixell (1672 - 1677). Va recollir espècimens de plantes que anaren a la Universitat de Leiden on ell treballà més tard.

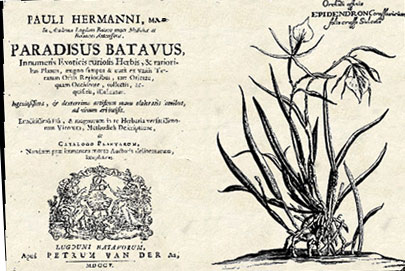
Paradisus batavus per Paul Hermann, Leyden, 2a Ed. 1705

L'obra de Hermann, Paradisus batavus, és una descripció de plantes del Jardí Botànic de Leyden, va ser editat el 1698 per William Sherard. També Sherard cpublicà un catàleg titulat Musaeum Zeylanicum (1717, 2a ed.: 1727). La col·lecció original de Hermann va ser utilitzada per Carl von Linné en escriure Flora Zeylanica (1747) i Species plantarum (1753), utilitzant l'abreviació "Hermann herb." Sir Joseph Banks va acabar comprant la col·lecció de Hermann. Actualment es guarda al Natural History Museum de Londres. Hermann era un il·lustrador de plantes molt capacitat.

## Obres
- Cynosura materiae medicae : ante sedecim annos in lucem emissa, brevibusque annotatis exornata a Joh. Sigismundo Henningero, nunc diffusius explanata, et compositorum Medicamentorum Recensione aucta.... Argentorati : Beck, 1726 Digital edition a la Universitat de Düsseldorf.